# Continental AG
Astazi 23.04.2025 firma a fost preluata de AUMOVIO
Continental AG (din germană de la Continental Aktiengesellschaft) este un concern internațional cu sediul în Germania, producător de componente auto: anvelope, sisteme de frânare, sisteme de control al stabilității, etc.
Concernul, cu sediul central în orașul german Hanovra, este pe plan mondial al doilea producător de sisteme electronice de frânare și al patrulea la producția de anvelope.
Concernul Continental este unul dintre cei mai mari furnizori mondiali de componente pentru industria auto, cu activități extinse în special pe domeniul producției de anvelope, sistemelor de frânare, al controlului dinamicii vehiculului și al senzorilor electronici.
Cu o cifră de afaceri de aproximativ 20 de miliarde de euro în 2009, compania numără aproximativ 138.500 de angajați în 46 de țări ale lumii.
În anul 2007 Continental AG avea 85.000 de angajați în peste 100 de fabrici din 27 de țări, iar vânzările grupului au depășit în anul 2006 valoarea de 15 miliarde euro.

## Preluarea companiei Thermopol
În februarie 2007 Continental AG a preluat compania britanică producătoare de furtunuri pentru răcire din silicon Thermopol International Ltd, prin intermediul subsidiarei ContiTech AG.
În 2006 Thermopol a avut vânzări de 45 milioane euro.
Compania are peste 500 de angajați în Marea Britanie, SUA, România și Coreea.
Societatea este producătoare de furtunuri pentru răcire din silicon în principal pentru autobuze, camioane și industria autovehiculelor.

## Continental în România
Continental deține opt unități de producție și trei centre de cercetare și dezvoltare în Timișoara, Sibiu, Carei, Arad și Iași.
Deține o fabrică de anvelope la Timișoara, fabricile de componente industriale Contitech Timișoara, PHX Romania și Phoenix Unio la Carei, în județul Satu Mare, și uzina de componente auto Continental Automotive Products la Sibiu.
Produce la Timișoara tubulaturi pentru sistemele de aer condiționat auto și curele de transmisie și de distribuție, iar la Carei, furtunuri de răcire.
Până la sfârșitul anului 2009 Concernul Continental a investit peste 370 de milioane de euro în activitățile din România.
În octombrie 2010 Continental avea 8.300 de angajați în România, din care 1.600 în Timișoara.
Numărul de angajați era în 2007 de 2.700 persoane.